# Benedikt Carpzov
Benedikt Carpzov (1595. május 27. – 1666. augusztus 30.) szász jogtudós.

## Élete, munkássága
Benedikt Carpzov a wittenbergi egyetemen végezte filozófiai és jogtudományi tanulmányait, majd itáliai, francia és angol tanulmányutakon vett részt. 1623-ban a lipcsei Schöppenstuhl ülnökének nevezték ki. 1645-től rendes egyetemi tanár Lipcsében. 1653-1661 között választófejedelmi tanácsos Drezdában.

## Művei
- Practica nova imperialis Saxonica rerum criminalium. Wittenberg 1635, Frankfurt/Main 1752[1]
- Peinlicher sächsischer Inquisitions- und Achtsprozess. Leipzig 1638, 1733
- Processus juris in foro Saxonica. Frankfurt/Main 1638, Jena 1657, 1708
- Responsa juris electoralia. Leipzig 1642
- Jurisprudentia ecclesiastica seu consistorialis. Hannover 1649, 1721
- Jurisprudentia forensis Romano-Saxiona. Frankfurt/Main 1638, Leipzig 1721